# Il Risorgimento (rivista)
Il Risorgimento. Rivista di storia moderna e contemporanea è una rivista semestrale dedicata alla storia del Risorgimento e alla storia contemporanea. Edita a partire dal 1949 e sino al 2009, ha ripreso la pubblicazione nel 2015 per i tipi della Casa editrice FrancoAngeli. Dal 2024 la rivista è pubblicata, in diamond open access, da Milano University Press.

## Storia
Con il nome Il Risorgimento, la rivista è stata fondata a Milano nel 1949 dallo storico Leopoldo Marchetti (1910-1967), direttore sino al 1946 delle Raccolte storiche del Comune di Milano, per iniziativa degli Amici del Museo del Risorgimento. L'intento originario era quello di recuperare la pubblicazione di studi storici sul periodo risorgimentale in Lombardia, che era stato l'obiettivo principale della rivista La Lombardia nel Risorgimento, un bollettino trimestrale attivo dal 1914 al 1933 e a cui la nuova rivista idealmente si rifaceva.
Sin dallo stesso 1949 la rivista ha sede presso palazzo Moriggia in via Borgonuovo 23, dove si trovano anche il Museo del Risorgimento e le Civiche Raccolte. Dal 1967 la rivista ha assunto il sottotitolo di Rivista di storia del Risorgimento e di storia contemporanea; dall'anno seguente, sino al 1990, Federico Curato diviene direttore della rivista. Negli anni '70 entrano a far parte del comitato di direzione noti studiosi come Marziano Brignoli, Arturo Colombo e Franco Della Peruta. Nel 1983 la rivista diviene proprietà del Comune di Milano mentre nel 2000 viene affidata al Comitato di Milano dell'Istituto per la storia del Risorgimento italiano, che ancora oggi ne cura e sostiene la pubblicazione.
Nel 2009, dopo la pubblicazione di un numero speciale dedicato alla visita milanese di Charles De Gaulle nel 1959, viene sospesa l'uscita della rivista, che riprende nel 2015 in una veste rinnovata. A partire dal 2024 la rivista, con il sottotitolo modificato in Rivista di storia moderna e contemporanea, viene pubblicata dalla Milano University Press.
Dal 1980 escono i Quaderni de Il Risorgimento, dedicati a temi monografici.
- QDR/1 1980 - Il giornalismo risorgimentale in Lombardia
- QDR/2 1981 - Presenza culturale ed impegno civile di Franco Antonicelli
- QDR/3 1983 - Michele Sarfatti, La nascita del moderno pacifismo democratico ed il Congrès international de la paix di Ginevra nel 1867
- QDR/4 1986 - Emilia Morelli, Emilio Visconti Venosta da Mazzini a Cavour
- QDR/5 1988 - Gli ebrei l'Italia e Israele. Convegno di studi in memoria di Astorre Mayer
- QDR/6 1994 - Danilo L. Massagrande,I governi dei paesi balcanici dal secolo XIX al 1944. L'Almanach del Gotha come fonte per una indagine sulla composizione delle compagini ministeriali vol. I
- QDR/7 1994 - Francesca Kaucisvili Melzi d'Eril, Cesare Cantù e i cattolici liberali francesi
- QDR/8 1996 - Storia delle istituzioni educative in Italia tra Ottocento e Novecento, a cura di Lucia Romaniello
- QDR/9 1997 - Le radici del socialismo italiano, a cura di Lucia Romaniello
- QDR/10 1998 - Arianna Arisi Rota, Diplomazia nell'Italia napoleonica : il Ministero delle relazioni estere dalla Repubblica al Regno, 1802-1814
- QDR/11 1998 - Franco Della Peruta, Milano nel Risorgimento. Dall'età napoleonica alle cinque giornate
- QDR/12 1998 - Danilo L. Massagrande,I governi dei paesi balcanici dal secolo XIX al 1944. L'Almanach del Gotha come fonte per una indagine sulla composizione delle compagini ministeriali vol. II
- QDR/13 1999 - Milano pareva deserta...: 1848-1859, l'invenzione della patria, a cura di Roberto Cassanelli, Sergio Rebora, Francesca Valli
- QDR/14 2002 - Nuovi musei di storia contemporanea in Europa, a cura di Roberto Guerri e Massimo Negri

## Autori
Tra i molti studiosi che in quasi settant'anni di attività hanno collaborato con Il Risorgimento figurano: Roberto Balzani, Adolfo Bernardello, Norberto Bobbio, Catherine Brice, Fulvio Cammarano, Renata De Lorenzo, Piero Del Negro, Franco Della Peruta, Tommaso Gallarati Scotti, Alberto Maria Ghisalberti, Carlo Ghisalberti, Paul Ginsborg, Emilio Franzina, Maurizio Isabella, Carlo G. Lacaita, Luigi Mascilli Migliorini, Marco Meriggi, Emilia Morelli, Clive Oppenheimer, Carmine Pinto, Mario Praz, Giorgio Rochat, Giorgio Rumi, Giovanni Sabbatucci, Alfonso Scirocco, Giovanni Spadolini, Fiorenza Tarozzi, Angelo Ventura, Carlo Zaghi.

## Direzione editoriale
| Direttore responsabile | Francesca Tasso |
| Direttore              | Salvatore Carrubba |
| Comitato direttivo     | Roberto Balzani, Maria Luisa Betri, Renato Camurri, Gabriele Clemens, Antonino De Francesco, Marco Meriggi, Irene Piazzoni, Anna Maria Rao, Marco Soresina                               |
| Comitato scientifico   | Arianna Arisi Rota, Edoardo Bressan, Carlo Capra, Silvia Cavicchioli, Eva Cecchinato, Ester De Fort, Renata De Lorenzo, Nicola Del Corno, Marco Meriggi, Silvano Montaldo, Sandro Rogari |